# Olympiakos Syndesmos Filathlōn Peiraiōs 2020-2021 (pallavolo maschile)
Questa voce raccoglie le informazioni riguardanti l'Olympiakos Syndesmos Filathlōn Peiraiōs nella stagione 2020-2021.

## Organigramma societario
Area direttiva
- Presidente: Michalīs Kountourīs

Area organizzativa
- Team manager: Nikos Mantouvalos

Area tecnica
- Primo allenatore: Dimitris Kazazis
- Secondo allenatore: Antōnīs Vourderīs
- Allenatore: Kyriakos Moutesidīs
- Scoutman: Giannīs Geōrgiadīs

Area sanitaria
- Preparatore atletico: Giōrgos Tsikourīs
- Fisioterapista: Tzoulia Verta, Nikos Skondraa

## Rosa
| N° | Nome                    | Ruolo | Data di nascita   | Nazionalità sportiva |
| -- | ----------------------- | ----- | ----------------- | -------------------- |
| 1  | Christian Fromm         | S     | 15 agosto 1990    | Germania             |
| 2  | Dīmītrīs Charalampidīs  | C     | 6 marzo 1991      | Grecia               |
| 5  | Kōnstantinos Stivachtīs | P     | 22 maggio 1980    | Grecia               |
| 7  | Nikola Mijailović       | S     | 8 agosto 1989     | Serbia               |
| 8  | Thodros Dordokidis      | C     | 8 ottobre 2001    | Grecia               |
| 8  | Andreas Andreadīs       | C     | 14 gennaio 1982   | Grecia               |
| 9  | Hermans Egleskalns      | O     | 8 dicembre 1990   | Lettonia             |
| 10 | Dīmītrīs Zīsīs          | L     | 2 aprile 1994     | Grecia               |
| 11 | Stauros Kasampalīs      | P     | 1 giugno 1995     | Grecia               |
| 11 | Dimītrīs Nikolakīs      | P     | 28 settembre 1993 | Grecia               |
| 12 | Thodorīs Voulidīs       | C     | 30 marzo 1996     | Grecia               |
| 15 | Dīmītrīs Tziavras       | L     | 16 febbraio 1999  | Grecia               |
| 18 | Dīmītrīs Rizopoulos     | S     | 26 agosto 1984    | Grecia               |
| 19 | Dīmītrīs Efraimidīs     | S     | 19 dicembre 1990  | Grecia               |
| 22 | Aleksandar Okolić       | S     | 26 giugno 1993    | Serbia               |